# حرمة
حَرْمَة، هي مدينة تقع في سدير، والتابعة لمنطقة الرياض في السعودية. وتبعد حرمة عن الرياض بمسافة تقارب (١٨٠) كم.

## نبذة
حَرْمَة بفتح الحاء، وإسكان الراء، وفتح الميم فتاء مربوطة. تقع على مسافة 195 كيلومتراً تقريباً، شمال غرب مدينة الرياض تقع على خط الطول 45.3406 شرقاً، ودائرة العرض 25.9233 شمالاً. يحتضنها وادي الباطن الذي يلتقي عنده كل من وادي الكَلْبِ ووادي المشقر حيث يلتقيان في بحيرة سد حرمة،
وتشترك حرمة مع مدينة المجمعة بوادي الكلبي كما هو معروف لكنها تعتمد على سيل هذين الواديين إذ يجتمعان في هذا السد الكبير الذي يبلغ طوله حوالي 400 متر، شيده أهالي حرمه بالحجارة منذ مئات السنين، ثم دعمته وزارة الزراعة ونظمت تصريف سيوله عبر قنوات اصطناعية إلى مزارع حرمه فما زاد عن حاجة حرمه من سيل الواديين يذهب إلى الشرق عبر مجرى وادي الباطن إذ تقع بعض مزارع ونخيل حرمة جنوب هذا الوادي: وهي الظاهرية وسعة الله والوسطى وقلبان العود كما يقع جنوباً عن الوادي مريقب ابن دريس وظهرة مشرفة، ويفصل هذا الوادي مدينة حرمة عن مدينة المجمعة، وينحدر مع السيل حتى يصل إلى رياض صبحا والخفيسة ومطربة وغيرها مخترقاً ضلع المجزل من فتحة الكظيمة.

## التاريخ
يعود تاريخ إنشاء بلدة حرمه قرابة عام 770هـ، وقد عمرها (إبراهيم بن حسين بن مدلج بن حسين الحسني البكري الوائلي العنزي ).و قد حدد المؤرخون القدامى موقع حرمة فذكروا أنها كانت آخر حدود سدير من الناحية الشمالية وكذلك آخر حدود اليمامة.
قال ابن عيسى: وفي سنة 770 تقريبا عمرت بلدة حرمة عمرها إبراهيم بن حسين بن مدلج الحسني البكري الوائلي.
و قال ابن خميس: حرمة بفتح الحاء وإسكان الراء وفتح الميم هي من بلدان سدير يلتقي عندهما وأديان كبيران هما الكلب والمشقر
و تختص حرمة بالكلب وكانت من بلدان سدير التي وقفت مواقف صلبه وعنيدة أيام كانت الدرعية تعمل على وحدة بلدان نجد وضمها تحت راية واحدة.
و قال الريحاني في تاريخ نجد الحديث: أكبر نواحي الجبل يقصد سدير قاعدتها المجمعة التي يقال لها ولحرمة منيخ.
و قال محمود الالوسي: في تاريخ نجد ومن نواحي نجد سدير وبلدانها المجمعة وحرمة واوشي وجوي 
و قال محمود شاكر في كتابه شبة جزيرة العرب –نجد-: كما ان هناك سيولا تلتقي في سفوح طويق وتتجه شمالا يقع على هذا الوادي المشقر المجمعة وحرمة 
و قال لو يمر في كتابة دليل الخليج المتوفي سنة 1914م –1323هـ: ان حرمة تقع على فرع من الجهة اليسرى على وادي المشقر على مسافة عشرة اميال بعد المجمعة 
و قد ذكر ابن بشر والفاخري وابن غنام سنة 1191هـ: ان أمير حرمة هو عثمان بن عبد الله المدلجي.
في سنة 1257 ذكر ابن بسام في تحفة المشتاق ق? تل أمير حرمة عبد الله بن عثمان المدلجي.
قال نصر: حرم بفتح الحاء وكسر الراء واد بأقصى عارض اليمامة فيه نخل وزرع.
و قال ابن مقبل (حي دار الحي لا دار لها... بأثال فسخال فحرم).
و قال الأصفهاني المتوفى أوائل القرن الرابع الهجري: ومن مياه الرباب حرمة والخيس ولهم بطن الحريم. وقال: ومن مياه التيم وادي الكلب وهو وادِ فيه ماء لتيم.
و قال ابن عوف بن مالك بن جندب يسكنون الفقء وينزلون الحريم.
و ذكر الهمداني: ثم أشي ثم الخيس ثم تنقطع الفقء وتيامن كأنك تريد البصرة فترد منيخين ثم الحنبلي (منيخين حرمة والمجمعة). 
و قال ابن لعبون في تاريخه وهو يتحدث عن إبراهيم بن حسين بن مدلج الوائلي: وأما إبراهيم بن حسين فإنه ارتحل في حياة أبيه إلى موضع بلد حرمة المعروفة وهي مياه وآثار ومنازل قد تعطلت من منازل بني سعيد من عايد ونزلها إبراهيم المذكور وعمرها وغرسها..
و كان نزول إبراهيم بن حسين بن مدلج المذكور بلدة حرمة وعمارته لها تقريباً سنة 770 هـ. 
و في المخطوطة الأخرى يقول: «ثم بدا لإبراهيم الانفراد وارتاد موضع حرمة وكان فيها آثار ومنازل دارسة وأبيار تردها البوادي فاستحسنها واستأذن أباه بالرحيل إليها فأذن له» ومنها نشأت المجمعة.

## الأودية والبراري والجبال وأماكن الرصد
يشتهر في حرمة العديد من الجبال والمرتفعات كما أن بعضها يستخدم للرصد والمراقبة، وظلت تلك المواقع تستهوي أهل البلد للنزهة والسياحة ومن أبرزها:
- جبل العنيب: وهو جبل يشرف على الناحية الشمالية الشرقية من الفلاة المحيطة ببلدة حرمة ويتخذه الأوائل للرصد والحراسة وحماية الرعاة، وهو يقع الآن على شارع يخترق حي البصيرة بحرمة ويتجه إلى حفر الباطن الأرطاوية ويقابله من الناحية الأخرى جبل منخفض وما تكون بالهرم، ويوجد على الحجارة مجموعة من الكتابات والنقوش القديمة والتي تحتاج إلى مزيد من البحث والدراسة «ولا يزال أهالي حرمة كل منهما يحمل نفس الاسم «ويقال لهما معا العنيبات».
- جبل مريقب ابن ادريس: وهو من الناحية الجنوبية للبلد ويقع أيضا جنوب وادي الباطن ويقع في مدخل حرمة من الجهة الجنوبية الشرقية.

وعن هذين الموقعين يقول الشيخ عبد الرحمن بن أحمد بن حسن في منظومته:
ومن جنوب لشرق الدار خارجها * شيخان بينهما الوادي بمجراه
مريقب لبني إدريس حارسها * وفي جنوب لشرق الدار محماه
أما العنيبي شمال الدار يحرسهـا * من أن يدأهمها لص لمغزاه
- جبل النصلة: ويقع في الناحية الشمالية من حرمة بمسافة خمسة أكيال ويقع على شعيب المغيدر، وهو مميز في تركيبته ولونه، وهو عبارة عن مجموعة أحجار ضخمة متراكمة ذات لون داكن.
- جبل الصفراء: وهي سلسلة من الجبال تقع في الناحية الشمالية وفي رأسها توجد شبه متاريس باقية حتى الآن.
- جبل مشرفة: وهو في الناحية الجنوبية من البلد وكان يستخدم للحراسة والمراقبة وفي رأسه رجم من الحجارة باق حتى الآن. وقد أخذ اسمه «مشرفة» من طبيعة استخدامه.
- الجبل الأسود. ويقع في الناحية الشمالية الغربية من البلد بين مجموعة جبال وكأنها تحرسه ولونه داكن بينما الجبال المحيطة به تختلف عنه في اللون ويشبه في شكله المئذنة.
- حصاة النصيلة: وتشبه في حد كبير جبل النصلة إلا أنها أقل حجماً وارتفاعاً وتقع في الناحية الشمالية وقريبة جدا من المخططات الحديثة.
- حصاة المراح: وتقع شرق حرمة.

أودية حرمة وشعابها :
- وادي «الكلب» وهو وادي حرمة المشهور والذي يسقي سيله بلدة حرمة دون غيرها ويمتد من «حطابة» وتتحدر عليه العديد من الأودية منها: أبو ذرية، ولدد، والقري، وغيرها.
- وادي «الباطن» ويقع جنوبي حرمة وينطلق من سد حرمة حتى ينتهي في الخفيسة وروضة مطربة.
- شعيب «أبو صوير» وهو وادي صغير يقع شمال حرمة ويسقي نخيلها الشمالية.
- شعيب «أبو حريقه» شمال حرمة.
- شعيب «المغيدر» شمال حرمة.
- شعيب «العمار» ويقع شمال شرق حرمة وينتهي في روضة سدحا.
- شعيب «دابان» ينحدر من جبال المجزل، ويسقي الرياض المجاورة له.

## الأحياء
- حي الرفيعة
- حي الروضة
- حي البصيرة
- الحي الشمالي

## المناخ
مناخها صحراوي، حار جاف صيفاً وبارد شتاءً بوجه عام. تبلغ درجه الحرارة العظمى 48 درجه مئوية والصغرى 2 درجه مئوية ومتوسط 30 درجه وتتمتع بمعدل هطول أمطار يبلغ 100 ملم وتصل الرطوبة فيها إلى 55%.

## أندية حرمة الرياضية
اشتهرت حرمة بالثراء الأدبي والثقافي والرياضي منذ القدم وفي العصر الحديث شارك أهالي المدينة في العديد من النشاطات والاحتفالات الوطنية بحضور ملوك وأمراء البلاد، وحاز العديد من أبنائها الجوائز والأوسمة على مستوى المملكة، ويبقى النادي الفيصلي نتاجاً لتلك الجهود من شباب ورجالات مدينة حرمة والذي تأسس عام 1374هـ - 1957م والذي حقق كأس خادم الحرمين الشريفين عام ٢٠٢٠م-٢٠٢١ أول بطولة في تاريخه ومنها تأهل لدوري ابطال اسيا كأول مرة في تاريخه، وكان اسمه سابقاً نادي شباب حرمة، متميزاً بلونه العنابي مع الأبيض، والذي يلعب فريق كرة القدم فيه ضمن أندية الدرجة الممتازة في دوري المحترفين السعودي.